# Pål Trøan Aune
Pour les articles homonymes, voir Aune (homonymie).
 (décembre 2019).
Pål Trøan Aune, né le 26 mars 1992, est un fondeur norvégien, spécialiste du sprint. 

## Biographie
Licencié au Steinkjer Skiklub, Pål Trøan Aune court sa première saison dans la Coupe de Scandinavie en 2012-2013, dans laquelle il obtient son premier podium en 2014 dans un sprint à Madona. Lors de ses deux participtions aux Championnats du monde junior en 2012 et 2013, il gagne deux médailles en relais, respectivement en bronze et en argent.
C'est en février 2015 qu'il découvre la Coupe du monde en prenant part au sprint d'Östersund, dont il prend le vingtième rang, synonyme de premiers points.
Connu pour sa taille et son poids inégalé sur le circuit (93 kg), il subit une fracture à l'épaule qui ralentit sa progression lors de la saison 2016-2017, avant de gagner une course de ski à rollers à l'été devant notamment Johannes Høsflot Klæbo. Son retour à un niveau compétitif se confirme lors de l'hiver suivant, où il signe son premier top dix en Coupe du monde à Lillehammer (9e du sprint).
En mars 2019, il atteint sa première finale à l'occasion d'un sprint de Coupe du monde à Drammen (style classique), où il est finalement sixième. Il améliore ce résultat en janvier 2020 avec une quatrième place au sprint libre de Dresde.
En août 2021, il termine à la 4e place du sprint en style libre de la Toppidrettsveka. 

## Palmarès

### Coupe du monde
- Meilleur classement général : 51e en 2018.
- Meilleur résultat individuel : 4e.

#### Classements détaillés
| Saison / Épreuve | Saison / Épreuve | Général | Général | Distance | Distance | Sprint | Sprint |
| Saison / Épreuve | Saison / Épreuve | Class.  | Points  | Class.   | Points   | Class. | Points |
| ---------------- | ---------------- | ------- | ------- | -------- | -------- | ------ | ------ |
| 2015             | 2015             | 128e    | 11      | -        | -        | 73e    | 11     |
| 2016             | 2016             | 103e    | 18      | -        | -        | 63e    | 18     |
| 2018             | 2018             | 59e     | 89      | -        | -        | 23e    | 89     |
| 2019             | 2019             | 69e     | 64      | -        | -        | 33e    | 64     |
| 2020             | 2020             | 51e     | 106     | -        | -        | 18e    | 106    |
| 2021             | 2021             | 92e     | 21      | -        | -        | 51e    | 21     |

### Championnats du monde junior
- Erzurum 2012 :
  -  Médaille de bronze du relais.
- Liberec 2013 :
  -  Médaille d'argent du relais.

### Coupe de Scandinavie
- 2e du classement du sprint en 2019.
- 5 podiums, dont 1 victoire.